# Schloss Hamm

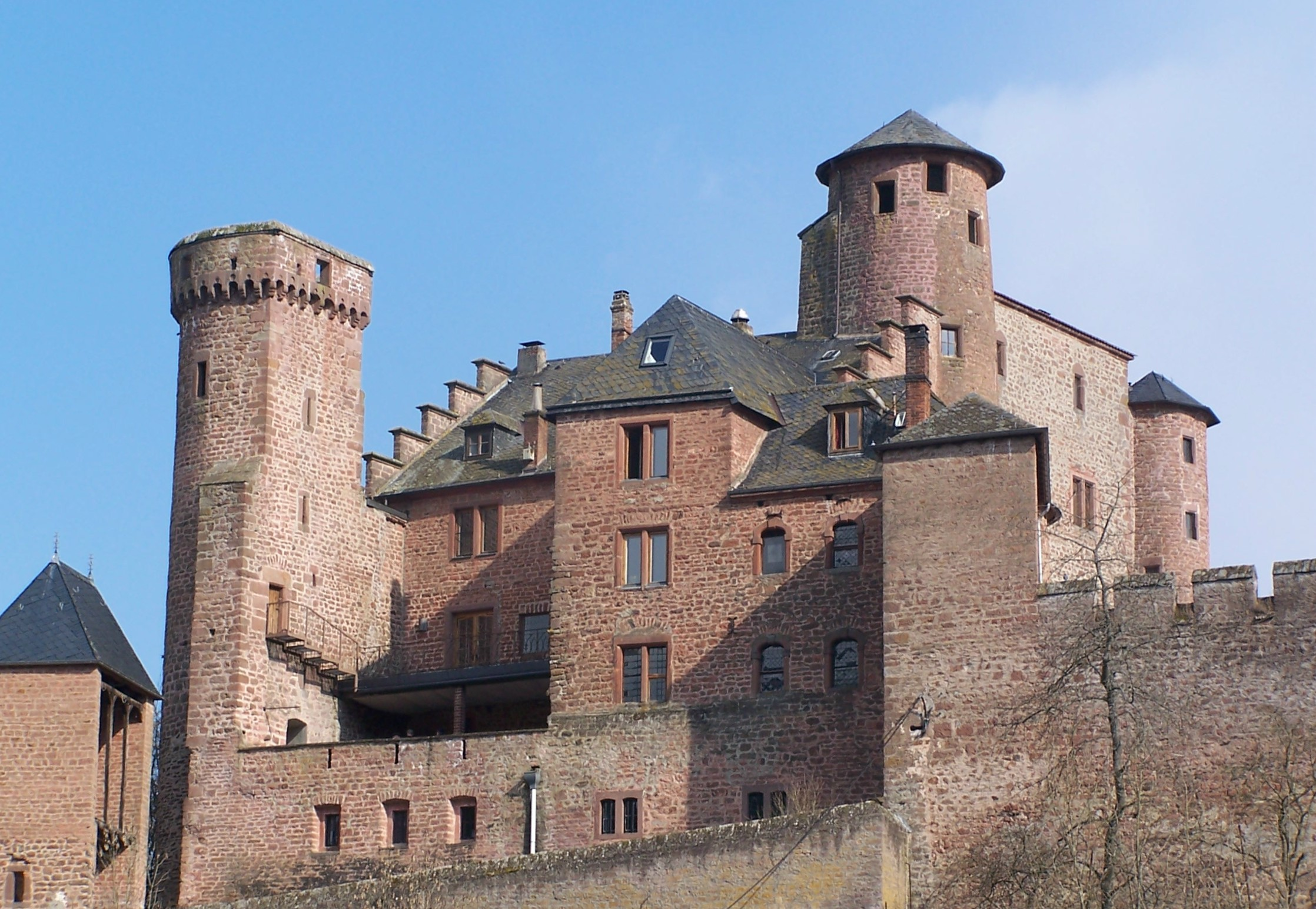
Schloss Hamm, Ansicht von Südwesten

Das Schloss Hamm ist ein burgähnliches Schloss in der Ortsgemeinde Hamm im rheinland-pfälzischen Eifelkreis Bitburg-Prüm. Es ging aus einer der größten mittelalterlichen Wehranlagen in der Eifel hervor. Als Denkmalzone steht die Anlage unter dem Namen Burg Hamm unter Denkmalschutz.
Die Wurzeln des Schlosses gehen auf das 11. Jahrhundert zurück. Es war Stammsitz der Herren von Hamm und kam über die Familie von Milburg, deren Stammsitz das  Schloss Meilberg auf der Gemarkung Illingen in Lothringen war, im späten 16. Jahrhundert durch Heirat an Gerhard von der Horst, der auf den mittelalterlichen Fundamenten einen Neubau im Stil der Renaissance errichten ließ. Nach einem tragischen Unglück 1835 gaben die damaligen Eigentümer das Schloss dem Verfall preis, der ab 1887 durch den Grafen Friedrich-Anton von Renesse-Breitbach und seine Frau Sidonie von Tornaco mittels umfassender Restaurierungs- und Wiederaufbauarbeiten gestoppt wurde. Ein Feuer im März 1945 zerstörte den Palas fast vollständig, sodass sich heute hinter seiner erhaltenen Fassade ein Neubau aus den 1960er Jahren befindet.

## Geschichte
Im Jahr 1026 wurde ein Becelinus von Hamm erstmals urkundlich genannt, eine Burg wurde jedoch noch nicht explizit erwähnt. Allerdings findet eine Mühle bei Ham in der Nähe von Wiersdorf schon im Prümer Urbar urkundlich Erwähnung, weshalb die Forschung davon ausgeht, dass zu jener Zeit bereits eine Vorgängeranlage des heutigen Schlosses, die sogenannte Alte Burg, am höchsten Punkt des Felsens existierte und von einer adeligen Familie, den Grafen von Hamm, bewohnt wurde. Vermutungen gehen sogar so weit, dass die Anfänge der damaligen Burg bis in die Keltenzeit zurückgehen könnten, denn schon um 800 soll an der Stelle ein Wehrbau gestanden haben. Die Grafen von Hamm gelten als Vorfahren der Grafen von Vianden. Sie waren zeitweise Gaugrafen im Bidgau und benachbarten Gauen. Ab dem 11. Jahrhundert fungierten sie zudem als Schutzvögte der Abtei Prüm. Im Jahr 1083 nahm Bertold von Hamm dieses Amt war. 1220 waren die Grafen von Vianden Eigentümer der Hammer Burganlage, denn in jenem Jahr trug Heinrich I. von Vianden diesen Allodialbesitz in Hamm dem Kölner Erzbischof Engelbert I. zu Lehen auf.
Die Herren von Hamm waren Verwandte und Lehnsmänner der Grafen von Vianden. Durch Maria von Hamm, eine Tochter des 1346 verstorbenen Gerhards I. von Hamm, kam der Besitz 1371 an die Familie ihres Ehemanns Friedrich I. von Milburg (auch Milbourg, Milberg, Mildberg geschrieben). Über mehrere Generationen wurde der Hammer Besitz anschließend in männlicher Linie weitervererbt, bis er an Friedrich III. von Milburg kam. Dessen Tochter Irmgard heiratete 1509 Heinrich von Malberg. Der gemeinsame Sohn Wilhelm († 1569) übernahm noch zu Lebzeiten seiner Eltern am 30. April 1557 die Herrschaft über die Burg Hamm. Seine Tochter Anna Maria aus der Ehe mit Gertrud von Bourscheid heiratete am 26. März 1583 Gerhard von der Horst zu Heimerzheim und brachte die Burg mit in die Ehe. Das Paar ließ um 1586 am heutigen Ort das Schloss im Stil der Renaissance errichten. Davon zeugt ein Chronogramm über dem hofseitigen Portal eines Treppenturms. Nach dem Tod Gerhard-Ernst von der Horsts im Jahr 1697 regelten seine beiden Kinder Karl-Lothar und Anna Apollonia am 17. März 1698 das Erbe. Schloss und Herrschaft Hamm kamen dabei an Anna Apollonias Ehemann, den Grafen Franz-Ferdinand von Lannoy, Amtmann von Wittlich und Koblenz, Gouverneur von Ehrenbreitstein, trierischer Generalfeldmarschall-Leutnant und Generalfeldmarschall Kaiser Karls V. Er begann mit dem Neubau der Schlosskapelle und ersetzte damit bis 1700 einen Vorgängerbau.

Schloss Hamm im Jahr 1902

Im Zuge der Französischen Revolution und der nachfolgenden Zeit verlor die Familie Lannoy viele ihrer Feudallehen in Gebieten links des Rheins und damit einen Großteil ihrer Einkommen. Das Hammer Schlossgut wurde zwar noch von einem Hofmann verwaltet, aber die übrigen Schlossgebäude verfielen wegen fehlendem Unterhalt allmählich. 1835 brach der Rittersaal des Palas mit mehreren darüber liegenden Räumen in Folge von Überlastung in sich zusammen. Viele Menschen fanden bei diesem Unglück den Tod. Die Grafen von Lannoy zogen sich auf ihren Hauptsitz, das Schloss im luxemburgischen Clerf, zurück und ließen Schloss sowie Hofgut in Hamm fortan nur noch von Amtmännern verwalten. Das Anwesen verfiel in der Folge immer mehr. Der letzte männliche Spross der Familie, Adrien de Lannoy, war mit Marie Amélie de Tornaco verheiratet. Bei seinem Tod vererbte er Hamm seiner Frau, die ihrerseits den Besitz 1856 ihrem Bruder Victor de Tornaco vermachte. Aus dessen Ehe mit Anne Marie Louise de Beghein entstammte die Tochter Sidonie. Durch ihre Heirat im Jahr 1883 mit dem Grafen Friedrich-Anton von Renesse-Breitbach, der auf Schloss Bürresheim residierte, kam Schloss Hamm an diese Familie. Schon 1885 schmiedete Friedrich-Anton nach einem Besuch in der Gegend von Bitburg erste Pläne zum Wiederaufbau der heruntergekommenen Anlage. Im Frühjahr 1887 kam die Familie nach Hamm und bezog die einzigen vier noch bewohnbaren Räume im Schloss. Bereits im Sommer des Jahres begann das Paar mit dem Wiederaufbau und der Restaurierung, um die Gebäude vor dem endgültigen Ruin zu retten. Die Arbeiten umfassten nicht nur die Wiederherstellung des Wohnbaus, sondern auch die Erneuerung und Aufstockung der beiden Vorburgflügel. 1890 wurde die undichte Eindeckung sämtlicher Dächer erneuert, 1893 erfolgte der Wiederaufbau des Haupttors und seine Ausstattung mit den Wappen der Familien Renesse-Breitbach und von Tornaco. 1894 ließ das Paar an der Stelle, an der sich der eingestürzte Teil des Palas befunden hatte, eine Terrasse anlegen. Insgesamt zogen sich die Arbeiten bis 1902 hin. In jenem Jahr konnten sie mit der Fertigstellung der Schlosskapelle beendet werden.
Sidonies älteste Tochter Elisabeth war 1928, nachdem alle Geschwister zuvor verstorben waren, Alleinerbin des Besitzes. Sie hatte 1909 den Reichsgrafen Egon von und zu Westerholt und Gysenberg geheiratet und vermachte Schloss Hamm dem gemeinsamen Sohn Otto. Dessen Sohn Ferdinand aus der Ehe mit Gabriele Dubusc ist heute noch Schlosseigentümer, der die Anlage mit seiner Familie bewohnt und bewirtschaftet. Während des Zweiten Weltkriegs beschädigte ein durch die SS gelegtes Feuer im März 1945, zwei Tage vor dem Einmarsch der Amerikaner, den Wohnbau sehr stark. Vor allem die östliche Hälfte und deren historisches Mobiliar sowie die dortigen Kunstsammlungen wurden dabei vollkommen zerstört. Unter Otto Graf von und zu Westerholt und Gysenberg erfolgte ab 1958 ein Wiederaufbau des Wohnhauses nach Plänen des Trierer Baurats Heinrich Otto Vogel. Dabei wurden mit Ausnahme der Hoffront und der westlichen Außenmauer alle Gebäudeteile niedergelegt und 1960 an ihrer Stelle ein um zwei Geschosse niedrigerer Neubau errichtet. Weil Schloss Hamm privat bewohnt wird, ist es für die Öffentlichkeit nicht zugänglich. Ausnahmen bilden regelmäßig stattfindende kulturelle Veranstaltungen. Die Schlosskapelle und der sogenannte Gotische Saal können zudem für Trauungen oder Feierlichkeiten angemietet werden.

## Beschreibung

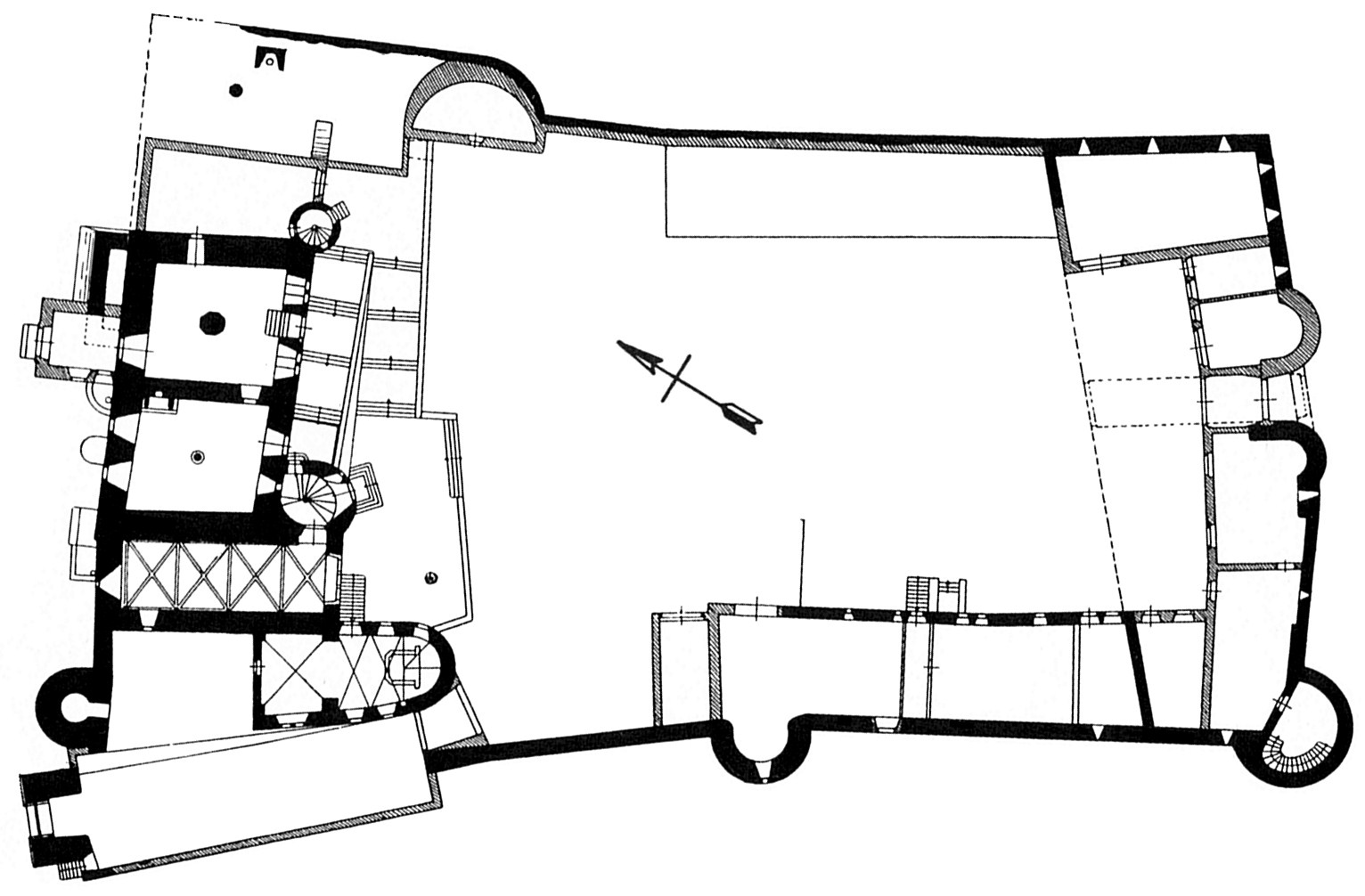
Grundriss des Schlosses 1920

Schloss Hamm steht auf einem langgestreckten Bergsporn, der an drei Seiten von der Prüm begrenzt und damit gegen Angriffe geschützt ist. In der Frühzeit befand sich dort eine Fliehburg. Die heutige Anlage besitzt einen nahezu rechteckigen, etwa 40 × 80 Meter messenden Grundriss und ist an den Schmalseiten im Norden sowie Süden durch breite Gräben vom übrigen Gelände getrennt. Nördlich des tiefen Halsgrabens befindet sich der höchste Punkt des Bergsporns. Dort wird der Standort einer romanischen Vorgängeranlage, der sogenannten Alten Burg, vermutet. Später existierte dort ein kleiner barocker Garten, dessen Grunddisposition heute noch gut zu erkennen ist. Der erhaltene Heizungskeller im Garten zeugt davon, dass dort früher ein Treibhaus gestanden hat.

### Ringmauer, Burghof, Vorburg

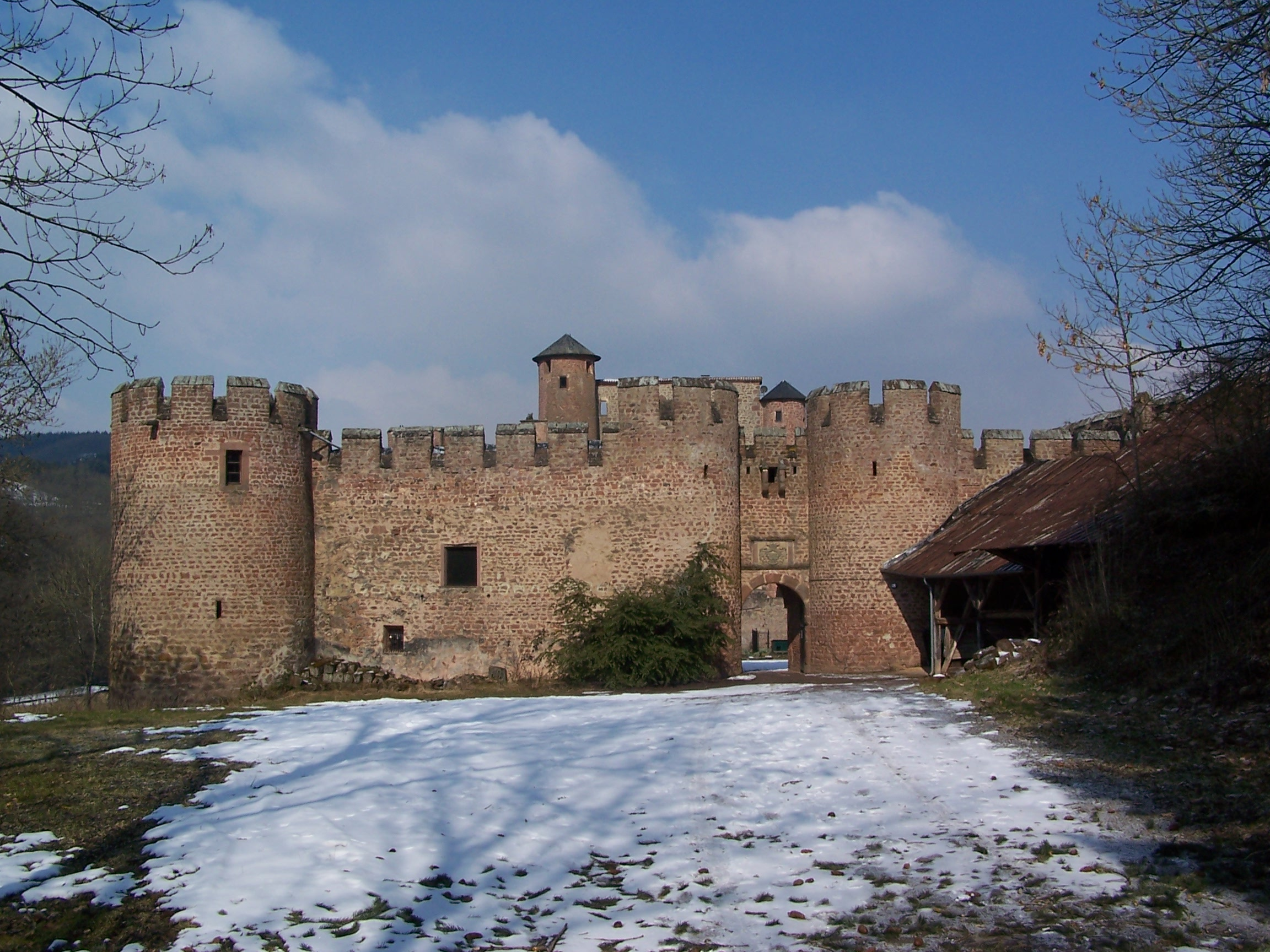
Südseite mit Südtor

Das Schlossareal ist von einer Ringmauer umgeben, die überwiegend noch aus dem 14. Jahrhundert stammt und einen rund 3200 m² großen Innenhof umschließt. Sie besitzt Schießscharten und einen offenen Wehrgang mit Zinnen aus dem Ende des 19. Jahrhunderts. Die südwestliche Ecke wird von einem Rundturm markiert, in der Mitte der westlichen Längsseite steht ein weiterer, halbrunder Turm. Im gesamten südlichen Bereich lehnen sich von innen die Nebengebäude der Vorburg an drei Seiten an die Umfassungsmauer an. In der Mitte der Südseite befindet sich ein Tor mit langer Torhalle, das von zwei halbrunden Türmen flankiert wird. Während der westliche von ihnen noch aus der Zeit des 14. Jahrhunderts stammt, kam sein westliches Pendant erst im 19. Jahrhundert hinzu.

### Nordtor, Bergfried, Hauptgebäude

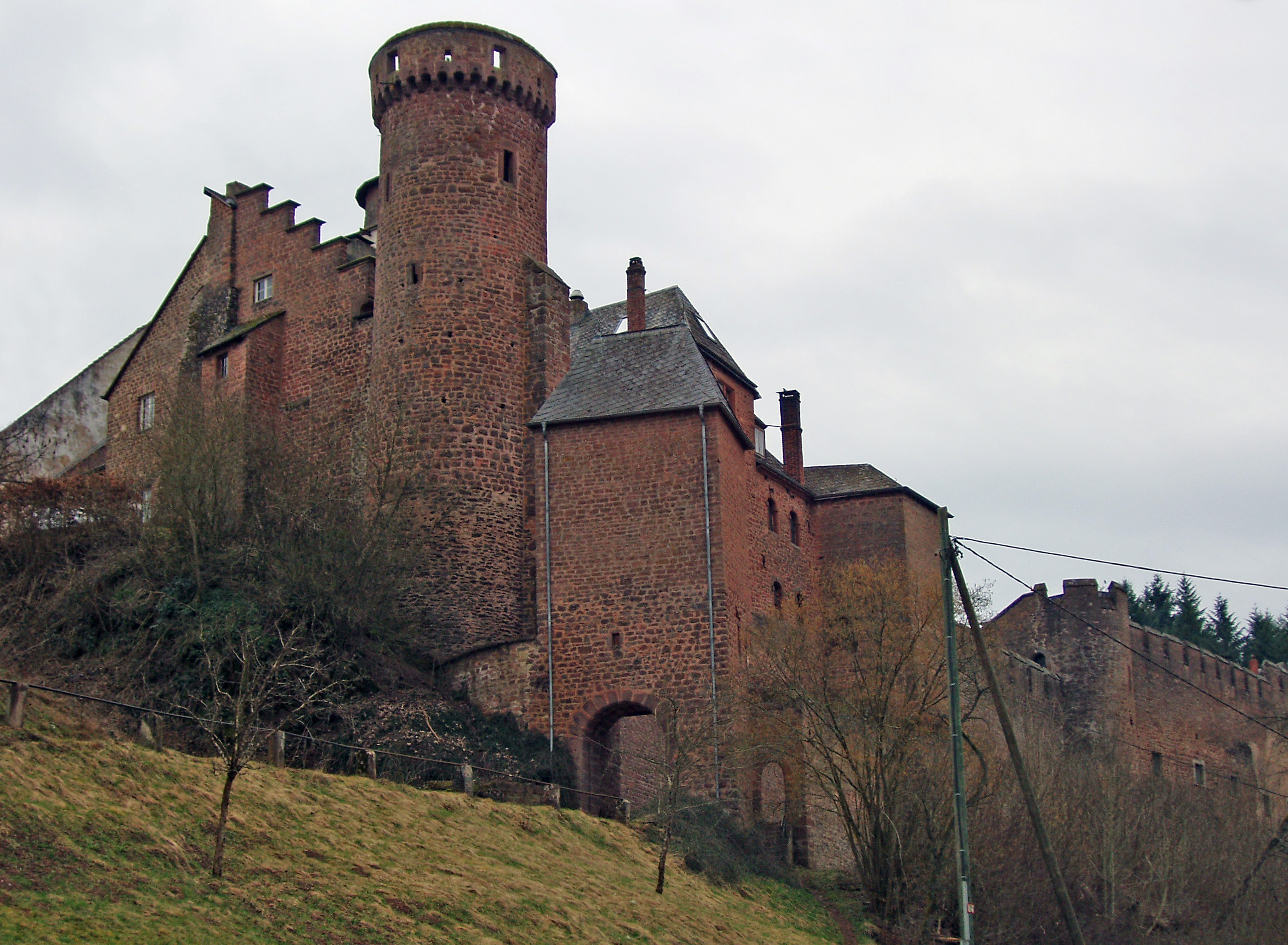
Bergfried und Nordtor

Ein zweiter Zugang zum Schlossareal befindet sich an der Nordwestecke. Die rundbogige Tordurchfahrt mit daneben liegender Schlupfpforte befindet sich in einem rechteckigen, dreigeschossigen Torturm, der von einem schiefergedeckten Walmdach abgeschlossen ist. Er wurde im 16. Jahrhundert verändert und Ende des 19. Jahrhunderts erhöht. Von dort gelangt der Besucher in einen schmalen Zwinger, der gemeinsam mit dem Tor durch den mittelalterlichen Bergfried mit Schießscharten geschützt ist. Mit Ausnahme seiner offenen Wehrplattform mit konsolengetragener Brüstung im obersten Geschoss (19. Jahrhundert) stammt seine Bausubstanz aus dem 14. Jahrhundert. Die zweischaligen Mauern des 20 Meter hohen Rundturms sind ausreichend dick, um einer Treppe in der Mauerstärke Platz bieten zu können.
Die heutigen Wohnräume befinden sich in einem rezenten Hauptgebäude, das an einer Stelle steht, wo sich früher der Palas der Anlage befand. Nach einem Brand im Jahr 1945 sind von ihm nur die viergeschossige, südliche Außenmauer mit zwei Treppentürmen und ein an der östlichen Seite leicht vorspringender Bau mit Pultdach übrig. Die Südfassade besitzt hohe, gekuppelte Rechteckfenster im Stil der Spätgotik mit profilierten Gewänden. Im Erdgeschoss des östlichen Baus befindet sich der Gotische Saal, ein vierjochiger Festsaal mit einem Kreuzgewölbe, dessen Ursprünge im 14. Jahrhundert zu suchen sind. Die Gurt- und Kreuzrippen des 12,8 Meter langen Saals ruhen auf kurzen Rundpfeilern. Früher wurde dieser Raum von den Schlossbesitzern als Speisesaal genutzt. Im Winkel zwischen Ostbau und Hauptgebäude steht ein Treppenturm von 5,5 Metern Durchmesser mit einem flachen Kegeldach. Über seinem Renaissanceportal findet sich das Allianzwappen der Familien von der Horst und Malberg zu Ouren sowie die Jahreszahl 1586, die das Baujahr und die Bauherren des Turms dokumentieren. In seinem Inneren befindet sich eine Wendeltreppe aus Sandstein. Der jüngere und schmalere Treppenturm an der Ostecke des Wohnbaus besitzt eine freitragende Wendeltreppe mit einer geschwungenen Spindel aus Stein. Seine Wandbemalung zeigt Obstbäume, die Wappenschilde tragen und stammt wohl aus dem 19. Jahrhundert.

### Schlosskapelle
Zwischen Torzwinger und Hauptgebäude steht die zweigeschossige Schlosskapelle, die etwa acht Meter aus der dortigen Südfassade herausragt. Ihr barockes Portal zeigt im Schlussstein das Baujahr 1700. Das Schiff besitzt ein niedriges Kreuzgratgewölbe, während der halbrunde Chor mit einem Stichkappengewölbe ausgestattet ist. Insgesamt hat der kleine Kirchenbau eine lichte Länge von elf Metern bei einer Breite von 4,90 Metern. Seine Wandvertäfelung stammt aus der Mitte des 18. Jahrhunderts. An der Westwand befindet sich die 1,65 Meter hohe Sakramentsnische mit einem Dreiecksgiebel. Eine von steinernen Konsolen getragene Galerie aus Holz führt von der Kapelle auf den Wehrgang der westlichen Hofmauer. Der schlichte Altar aus dunklem Holz datiert in das Jahr 1682. Sein Antependium besteht aus einer geprägten Ledertapete. Der Tabernakel ist von kleinen, gedrehten Holzsäulen flankiert. Auf ihm findet sich ein Holzkreuz, dessen Querbalken die Inschrift AVE CRUX PIA, MUNDI SALUS 1682 trägt. An den Seiten des Altars sitzen zwei Figuren aus hellem Holz, die jüngeren Datums sind und den heiligen Stephan sowie die heilige Katharina zeigen.
In der Kapelle sind drei Grabmäler aus der Renaissance zu sehen, die ursprünglich aus der Abtei Maria Laach stammen. Sie kamen nach der Säkularisation des Klosters 1819 in die Kunstsammlung der Grafen von Renesse nach Schloss Bürresheim und von dort im Jahr 1929 nach Hamm. Es sind die steinernen Grabmonumente des Georg von der Leyen († 1509) und seines Sohnes Werner sowie des Ehepaars Georg von der Leyen († 1553) und Anna Beyrin von Boppard. Die beiden Einzeldenkmäler stammen aus der Werkstatt der in Köln tätigen Gebrüder Abel.